# Feria de Todos los Santos Colima

## Feria de Todos los Santos Colima
Del 29 de octubre al 14 de noviembre se lleva a cabo la tradicional; Feria de Todos los Santos Colima, donde se presentan varios cantantes de música regional mexicana, así mismo como la venta de artesanías, ropa, calzado, comida, para el deleite de todos los asistentes. Además de la presencia de los tradicionales juegos mecánicos, y las actividades artísticas y culturales.

## Historia
Mencionar el año de 1572, durante los festejos de todos los santos, donde se conmemoraba a los santos difuntos, donde existía una asociación ritual entre lo cristiano y prehispánico, ambas creencias quedando en el recuerdo, para la posterioridad.
Allá por el siglo XIX, cierto diputado federal de nombre Leonardo Bravo, en el año de 1984, solicitó, al congreso de la nación, el permiso para realizar una feria, durante los días finales de octubre y principios de noviembre, para que se realizase en novenario del día de todos los santos, además del día 1 de noviembre, día de los santos difuntos. Dos años después, el presidente Guadalupe Victoria autorizó que dichos festejos se llevaran a cabo durante el periodo de 15 días, para el gozo de las personas colimenses.
En el año de 1827, se llevó a cabo la feria en la plaza de armas de la ciudad de Colima, hoy jardín libertad.
En el año de 1906, la feria de todos los santos, cambio de lugar, a la plaza Nueva, como era conocida anteriormente, hoy jardín Núñez. además de mencionar que en el año de 1934 es coronada por primera vez una reina de la Feria Agrícola, Comercial, Ganadera e Industrial del estado de Colima, por decreto 69 del 22 de septiembre de ese mismo año, la reina llevaba por nombre: fue María Luisa Bracamontes García.
Durante el año de 1941 no se celebró la feria debido a un fuerte sismo, que sacudió el estado de Colima, además en los años de 1947 y 1948, no se celebró tampoco debido a una enfermedad de nombre epizootia, la cual reina transitoriamente en una región o localidad y ataca simultáneamente a una gran cantidad de individuos de una o varias especies de animales.
En 1959 tampoco se celebró debido a un fuerte ciclón "sin nombre" que dejó devastación en la región. Además, en el año de 2020, no se celebró debido a la pandemia de COVID-19.